# Pulau Krakatau Kecil
Pulau Krakatau Kecil (indonesiska: Pulau Rakata Kecil) är en ö i Indonesien.   Den ligger i provinsen Lampung, i den västra delen av landet, 150 km väster om huvudstaden Jakarta. Arean är 2,9 kvadratkilometer.
Terrängen på Pulau Krakatau Kecil är lite kuperad. Öns högsta punkt är 150 meter över havet. Den sträcker sig 3,2 kilometer i nord-sydlig riktning, och 1,7 kilometer i öst-västlig riktning.